# Om Puri
Om Puri (en hindi: ओम पुरी; Ambala, Haryana, 18 de octubre de 1950-Bombay, Maharashtra; 6 de enero de 2017) fue un actor indio. En 2004 recibió la Orden del Imperio Británico.

## Biografía
En 1996 Om se casó con Seema Kapoor, sin embargo la relación terminó en el 2009.
En el 2009 se casó con Nandita Puri, la pareja tuvo un hijo, Ishaan Puri. En noviembre del 2011 Nandita publicó un libro llamado "Unlikely Hero: The Story Of Om Puri" en donde reveló que Om mantuvo un amorío con una mujer llamada Laxmi, una mujer que crio a Om.

## Premios
Puri fue galardonado con los dos premios más prestigiosos de la industria cinematográfica hindú, el National Film Awards y el Filmfare Awards. También recibió el Filmfare Lifetime Achievement Award en 2009.
Ganó el National Film Award como Mejor Actor dos veces, en 1984 por su actuación en Ardh Satya y en 1982 por Arohan.  También ganó el Filmfare Best Supporting Actor Award de 1981 por su papel en Aakrosh. 
También fue nominado para el premio BAFTA por su actuación en Oriente es Oriente, y recibió un OBE honorario en julio de 2004 por sus actuaciones en películas inglesas.

## Filmografía Seleccionada
| Año  | Película                      | Personaje                            | Notas                                                        |
| ---- | ----------------------------- | ------------------------------------ | ------------------------------------------------------------ |
| 1976 | Ghashiram Kotwal              | Ghashiram                            |                                                              |
| 1977 | Godhuli                       |                                      |                                                              |
| 1977 | Bhumika                       |                                      |                                                              |
| 1978 | Arvind Desai Ki Ajeeb Dastaan | Hombre Marxista                      |                                                              |
| 1980 | Aakrosh                       | Lahanya Bhiku                        | Ganó, Filmfare Best Supporting Actor Award                   |
| 1982 | Gandhi                        | Nahari                               |                                                              |
| 1982 | Arohan                        | Hari Mondal                          | Ganó, National Film Award for Best Actor                     |
| 1983 | Ardh Satya                    | Anant Velankar                       | Ganó, National Film Award for Best Actor                     |
| 1984 | The Jewel in the Crown        | Mr De Souza                          | tv serie - episodio "Crossing the River"                     |
| 1985 | Mirch Masala                  |                                      |                                                              |
| 1990 | Ghayal                        | ACP Joe Dsouza                       | Nominado, Filmfare Award for Best Supporting Actor           |
| 1991 | Sam & Me                      | Chetan Parikh                        |                                                              |
| 1992 | Maya Memsaab                  |                                      | adaptación de la historia de Gustave Flaubert: Madame Bovary |
| 1992 | City of Joy                   | Hazari Pal                           | adaptación de la novela de Dominique Lapierre                |
| 1993 | In Custody                    | Deven                                |                                                              |
| 1994 | Wolf                          | Dr. Vijay Alezias                    |                                                              |
| 1994 | Drohkaal                      |                                      |                                                              |
| 1996 | The Ghost and the Darkness    | Abdullah                             |                                                              |
| 1996 | Maachis                       | Sanatan                              | Nominado, Filmfare Award for Best Supporting Actor           |
| 1997 | My Son The Fanatic            | Parvez                               |                                                              |
| 1997 | Aastha                        | Amar                                 |                                                              |
| 1997 | Gupt: The Hidden Truth        | Inspector Udham Singh                | Nominado Filmfare Award for Best Supporting Actor            |
| 1998 | Such a Long Journey           | Ghulam Mohamed                       |                                                              |
| 1998 | Pyaar To Hona Hi Tha          | Inspector Khan                       | Nominado Filmfare Award for Best Supporting Actor            |
| 1999 | East Is East                  | George Khan                          |                                                              |
| 2000 | Hey Ram                       | Goel                                 |                                                              |
| 2000 | Hera Pheri                    | Khadak Singh                         |                                                              |
| 2001 | The Mystic Masseur            | Ramlogan                             |                                                              |
| 2001 | Gadar: Ek Prem Katha          | Narrados                             |                                                              |
| 2001 | The Parole Officer            | George                               |                                                              |
| 2002 | Awara Paagal Deewana          |                                      |                                                              |
| 2002 | Chor Machaye Shor             |                                      |                                                              |
| 2002 | White Teeth                   | Samad                                | adaptación de White Teeth de Zadie Smith                     |
| 2004 | Aan: Men at Work              | Oficial Comisionado Khurana          |                                                              |
| 2004 | Lakshya                       | Maj. Pritam Singh                    |                                                              |
| 2004 | Yuva                          | Prosonjit Bhatacharya                |                                                              |
| 2005 | The Hangman                   | Shiva                                |                                                              |
| 2005 | Mumbai Xpress                 | ACP S.P. Rao                         |                                                              |
| 2006 | Rang De Basanti               | Amanullah Khan, padre de Aslam       |                                                              |
| 2006 | Malamaal Weekly               | Balwant 'Balu'                       |                                                              |
| 2006 | Chup Chup Ke                  | Prabhat Singh Chauhan                |                                                              |
| 2006 | Don - The Chase Begins Again  | Oficial CBI Vishal Malik             |                                                              |
| 2007 | Fool and Final                | Padre de Rahul/Raja                  |                                                              |
| 2008 | Charlie Wilson's War          | Mohammed Zia, presidente de Pakistán |                                                              |
| 2008 | Billu                         |                                      |                                                              |
| 2009 | London Dreams                 | Tío de Arjun                         |                                                              |
| 2009 | Kurbaan                       | Bhaijaan                             |                                                              |
| 2010 | Khap                          | Sarpanch of the village              |                                                              |
| 2010 | Dabangg                       | police inspector                     |                                                              |
| 2010 | Action Replayy                | Rai Bhahadur                         |                                                              |
| 2010 | West Is West                  | George Khan                          |                                                              |
| 2011 | Don 2 - The Chase Continues   |                                      |                                                              |
| 2011 | Teen Thay Bhai                | Chixie Gill                          |                                                              |
| 2011 | Agneepath                     |                                      |                                                              |
| 2014 | The Hundred-Foot Journey      |                                      |                                                              |